# Сан Марко Ај Монти (Беневенто)
Сан Марко Ај Монти је насеље у Италији у округу Беневенто, региону Кампанија.
Према процени из 2011. у насељу је живело 192 становника. Насеље се налази на надморској висини од 599 м.